# Островной скрытоглаз
Островной скрытоглаз (лат. Cryptoblepharus egeriae) — вид ящериц из семейства сцинковых, представители которого обитали только на острове Рождества — одной из внешних территорий Австралии. Впервые найден на острове Рождества в 1888г. Тогда это была самая распространенная ящерица на острове, в особенности возле жилья человека. Исчезновение вида усилилось начиная с 1990 годов, совпав по времени с распространением хищной змеи и жёлтого сумасшедшего муравья в середине 1980х годов. В 2006, скрытоглаз был занесен в список вымирающих видов, и к 2010 полностью исчез в дикой природе. С 2009 по 2010, Парки Австралии и Сиднейский зоопарк "Таронга" начали программу по размножению вида в неволе, которая предотвратила полное исчезновение вида.

## Этимология
Видовое название дано в честь сторожевого корабля «HMS Egeria», принадлежавшего Британской империи и исследовавшего воды Австралии.

## Описание
Островной скрытоглаз, как правило, имеет тело длиной от 4 до 8 см. Молодые особи имеют чёрное тело с ярко-жёлтыми полосками от задней части шеи до ярко-синего хвоста. В ходе взросления самцы теряют свои желтоватые полосы и их спины становятся коричневато-чёрными, а во время брачного сезона низ шеи становится красноватым. Самки обычно сохраняют хвосты синими в течение всей жизни. Считается, что яркая окраска хвоста предназначена для привлечения внимания хищника. При испуге он обладает способностью отбрасывать свой хвост, который продолжает шевелиться, тем самым отвлекая хищника, пока ящерица убегает.

## Хвост
Синий хвост ящерицы является мишенью для хищников, отвлекая их внимание от основных частей тела. В исследовании, проведённом учёными, ящерицам окрашивали в синий цвет различные части тела, после чего запускали птиц. Птицы нападали на синие части тела приманки. В реальной жизни, когда хищник нападает на синий хвост, ящерица отбрасывает его и скрывается.

## Питание
Островные скрытоглазы питаются мелкими насекомыми и червями.

## Среда обитания
Островные скрытоглазы часто зарываются в землю и строят в ней ходы. Они обычно обитают в местностях с низкой растительностью и на нижних частях стволов деревьев.